# TV Alabama Tower
TV Aabama Tower – maszt radiowy w mieście Windham Springs w stanie Alabama. Wybudowany w 1996 roku. Jego wysokość wynosi 610 metrów.